# Hans Jaray
Hans Jaray (24 de junio de 1906 – 6 de enero de 1990) fue un actor, director y guionista cinematográfico austriaco.

## Biografía
Nacido en Viena, en aquel momento parte de Austria Hungría, Hans Jaray estudió en el Öffentliches Gymnasium der Stiftung Theresianische Akademie (Theresianum) y en la Universidad de Música y Arte Dramático de Viena. Su primer contrato como actor lo obtuvo en el Neue Wiener Bühne de 1925 a 1930, interpretando un repertorio clásico, con obras como Hamlet. Max Reinhardt, el director del Theater in der Josefstadt, contó con él más adelante. Jaray siguió trabajando hasta 1938, escribiendo una serie de piezas de teatro. Con su interpretación de Franz Schubert en el film biográfico de Willi Forst Leise flehen meine Lieder, Jaray consiguió la fama en Austria y Alemania.
Tras la Anschluss en 1938, hubo de emigrar a los Estados Unidos a causa de sus orígenes judíos, actuando hasta 1948 en teatros de Hollywood y Nueva York. En 1942 fue uno de los fundadores de la compañía de actores inmigrantes de habla germana. En 1948 publicó una novela, en inglés en Estados Unidos y más tarde en alemán para Alemania, que se titulaba One Day Missing/Es fehlt eine Seite. 
A su vuelta a Viena entró a formar parte del Volkstheater de dicha ciudad, y en 1951 trabajó para el Theater in der Josefstadt, donde fue director teatral. Además de actuar en piezas del género llamado teatro de boulevard, Jaray fue actor cinematográfico, y también dio clases, entre 1954 y 1964, en el Seminario Max Reinhardt, que dirigió brevemente en 1960.
Hans Jaray falleció en Viena, Austria, en 1990. Fue enterrado en el Cementerio de Hietzinger, en Viena. Tras su fallecimiento se editaron sus memorias, que llevaban el título de Was ich kaum erträumen konnte.

## Distinciones y recompensas
- Österreichisches Ehrenzeichen für Wissenschaft und Kunst (Medalla austriaca de las Ciencias y las Artes), 1964.
- Ehrenzeichen für Verdienste um die Republik Österreich (Medalla por los servicios prestados a la República de Austria), 1976.
- Miembro de honor del Teatro in der Josefstadt, 1986

## Filmografía
- 1926 : Les beaux fils, con Pat & Patachon
- 1927 : Die Liebe der Jeanne Ney, con Brigitte Helm
- 1931 : Kaiserliebchen
- 1931 : L'étudiant pauvre
- 1933 : Leise flehen meine Lieder
- 1934 : Peter
- 1934 : Ball im Savoy
- 1935 : Letzte Liebe
- 1935 : Hoheit tanzt Walzer
- 1936 : Fräulein Lilli
- 1937 : Der Pfarrer von Kirchfeld
- 1941 : Lydia
- 1947 : Carnegie Hall
- 1952 : Frühlingsstimmen
- 1964 : Kolportage
- 1969 : Der Kommissar (serie TV): episodio Der Tod fährt 1. Klasse.
- 1977 : Fedora, de Billy Wilder